# Олесно (гмина, Олесненский повет)
Олесно (пол. Olesno) — городско-сельская гмина (волость) в Польше, входит как административная единица в Олесненский повет, Опольское воеводство. Население — 18 837 человек (на 2006 год).

## Демография
| Перепись                       | Всего   | Всего | Женщины | Женщины | Мужчины | Мужчины |
| ------------------------------ | ------- | ----- | ------- | ------- | ------- | ------- |
| Единицы                        | человек | %     | человек | %       | человек | %       |
| Население                      | 18 837  | 100   | 9743    | 51,7    | 9094    | 48,3    |
| Плотность населения (чел./км²) | 78,2    | 78,2  | 40,5    | 40,5    | 37,7    | 37,7    |

## Поселения
1. Олесно
2. Бодзановице
3. Борки-Мале
4. Борки-Вельке
5. Борошув
6. Бронец
7. Гродзиско
8. Колёнья-Ломницка
9. Куцобы
10. Лесьна
11. Ломница
12. Ловошув
13. Совчице
14. Старе-Олесно
15. Сверче
16. Ваховице
17. Вахув
18. Войцехув
19. Высока

## Соседние гмины
1. Гмина Часна
2. Гмина Добродзень
3. Гмина Гожув-Слёнски
4. Гмина Ключборк
5. Гмина Кшепице
6. Гмина Лясовице-Вельке
7. Гмина Пшистайнь
8. Гмина Радлув
9. Гмина Зембовице